# Parc national des White Sands
Le parc national des White Sands (en anglais : White Sands National Park) est un parc national américain, situé dans les comtés de Doña Ana et d'Otero, dans l'État du Nouveau-Mexique.
Cet ancien monument national créé le 18 janvier 1933 est un parc national depuis fin décembre 2019, ce qui en fait l'un des plus récents parcs nationaux des États-Unis. Dépendant du National Park Service (NPS), il protège les White Sands, lesquels forment un désert de sable blanc, constituant le plus vaste désert de gypse au monde.

## Description
Situé au sud d'Alamogordo, le parc est l'un des sites les plus spectaculaires du Nouveau-Mexique : il s'agit d'une vallée emplie de dunes de sable blanc fait de cristaux de gypse. Le désert couvre au total 710 km2 et le parc en couvre une grande partie, 581 km2 en tout. Le gypse est rarement trouvé sous forme de sable, due à une érosion intense. La rareté du phénomène, son aspect insolite et les dimensions de l'espace confèrent au lieu une beauté pittoresque.
C’est le site du National Park Service le plus visité du Nouveau-Mexique, avec environ 600 000 visiteurs chaque année,. Dans le parc national se trouvent plusieurs sentiers de randonnée, parmi lesquels l'Alkali Flat Trail, l'Interdune Boardwalk et le Playa Trail.

## Géographie
Le parc national des White Sands est situé au sud du Nouveau-Mexique, sur le côté nord de la U.S. Route 70, à environ 24 km au sud-ouest de Alamogordo et du parc d'État d'Oliver Lee Memorial, à 84 km au nord-est de Las Cruces, à l'ouest du comté d'Otero et au nord-est du comté de Doña Ana. L'aéroport le plus proche se trouve dans la ville d'El Paso à environ 137 km. Le parc est situé dans le bassin de Tularosa avec des altitudes allant de 1 185 m au bord du lac Lucero à 1 255 m sur un ancien site militaire appelé NE 30. Depuis 1941, le parc est complètement entouré par les installations militaires de White Sands Missile Range et de Holloman Air Force Base,.
La principale caractéristique du parc est le champ de dunes de sable blanc composées de cristaux de gypse. Le champ de dunes de gypse est le plus grand du genre sur Terre. La profondeur du sable de gypse sur l'ensemble du champ est d'environ 9,1 m sous la surface interdunaire, tandis que les dunes les plus hautes mesurent environ 18 m de hauteur. Environ 4,1 milliards de tonnes de sable de gypse remplissent le champ de dunes qui s'est formé il y a environ 7 000 à 10 000 ans.
La superficie totale du parc est de 601,3 km2. Les montagnes de San Andres s'élèvent au-delà de la limite ouest du parc. Une formation rocheuse appelée « Twin Buttes » est située au sud sur un terrain administré par le Bureau of Land Management.

## Histoire
Le parc est placé sur une liste provisoire de sites potentiels du patrimoine mondial de l'UNESCO le 22 janvier 2008. Le représentant des États-Unis, Steve Pearce, a refusé de soutenir la demande, déclarant : « Je garantirais que si le monument de White Sands reçoit cette désignation, il y aura à un moment donné des pressions internationales exercées qui pourraient arrêter les opérations militaires telles que nous les connaissons aujourd’hui. »
En mai 2018, le sénateur Martin Heinrich du Nouveau-Mexique présente un projet de loi visant à désigner White Sands comme parc national, un effort appuyé à la Chambre des représentants des États-Unis par Xochitl Torres Small. Ce statut est obtenu fin 2019 avec la signature du président Donald Trump,.

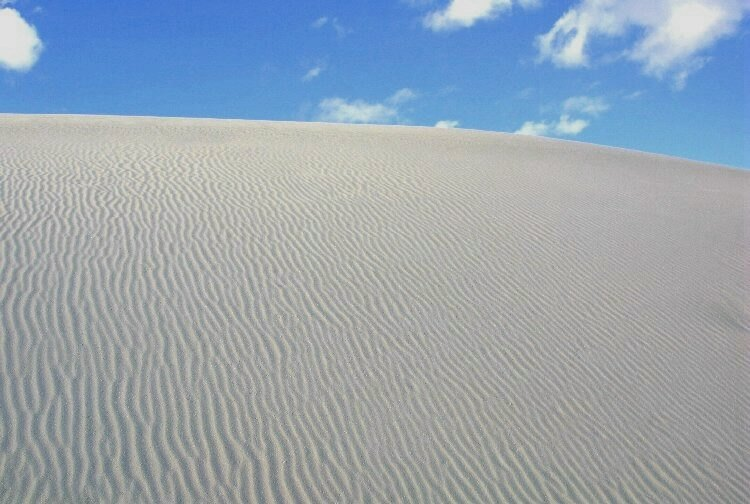
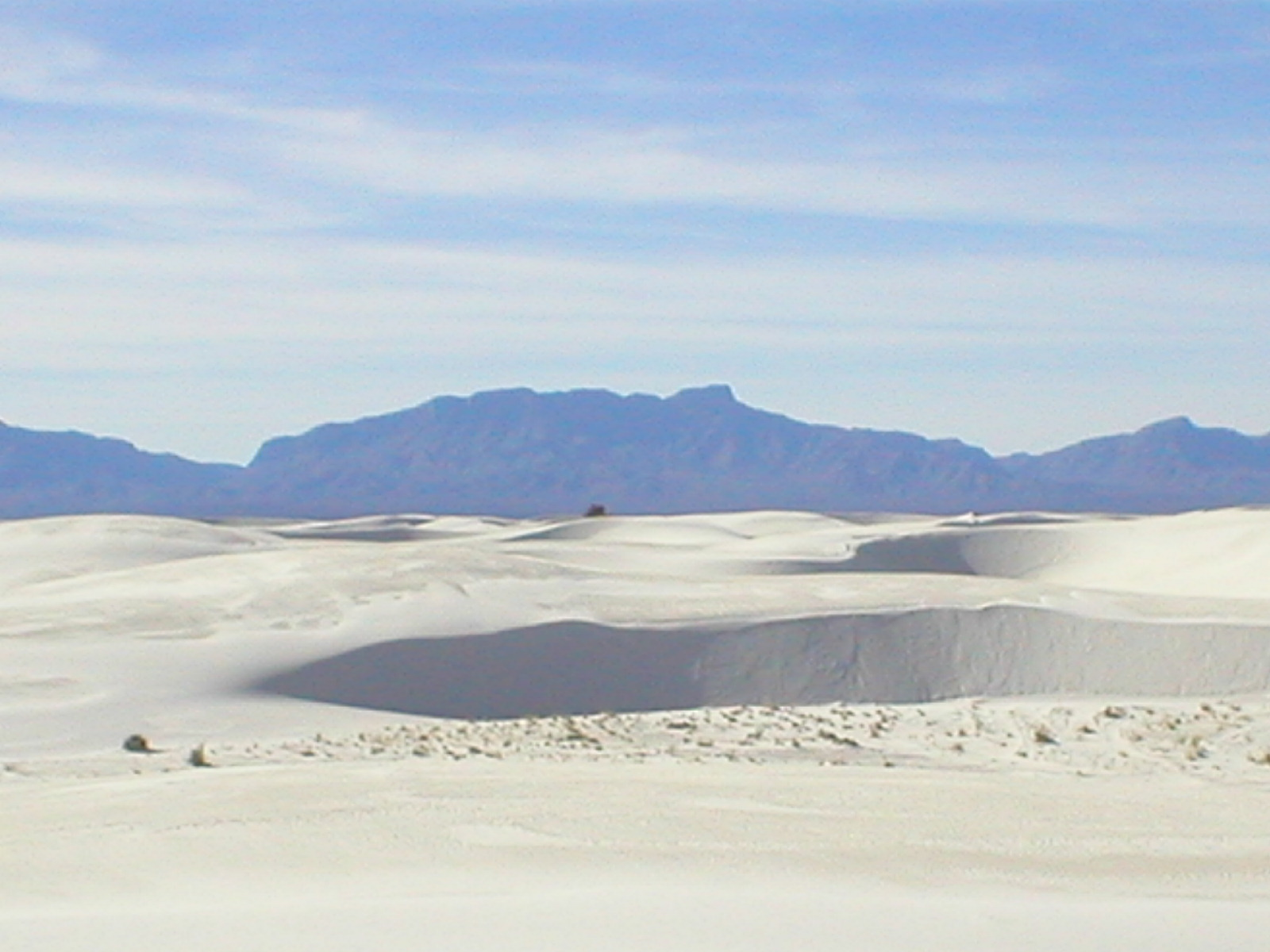
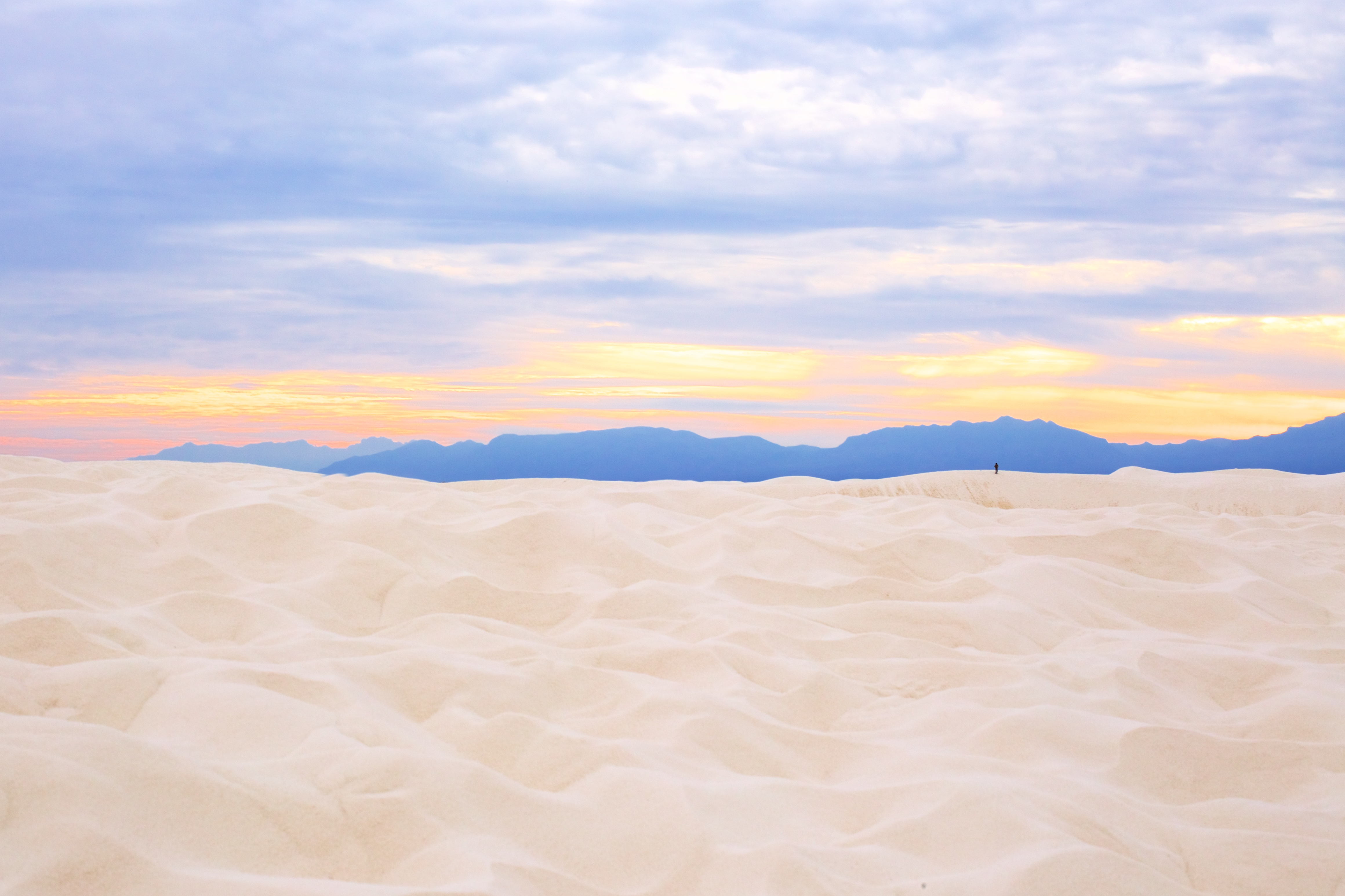
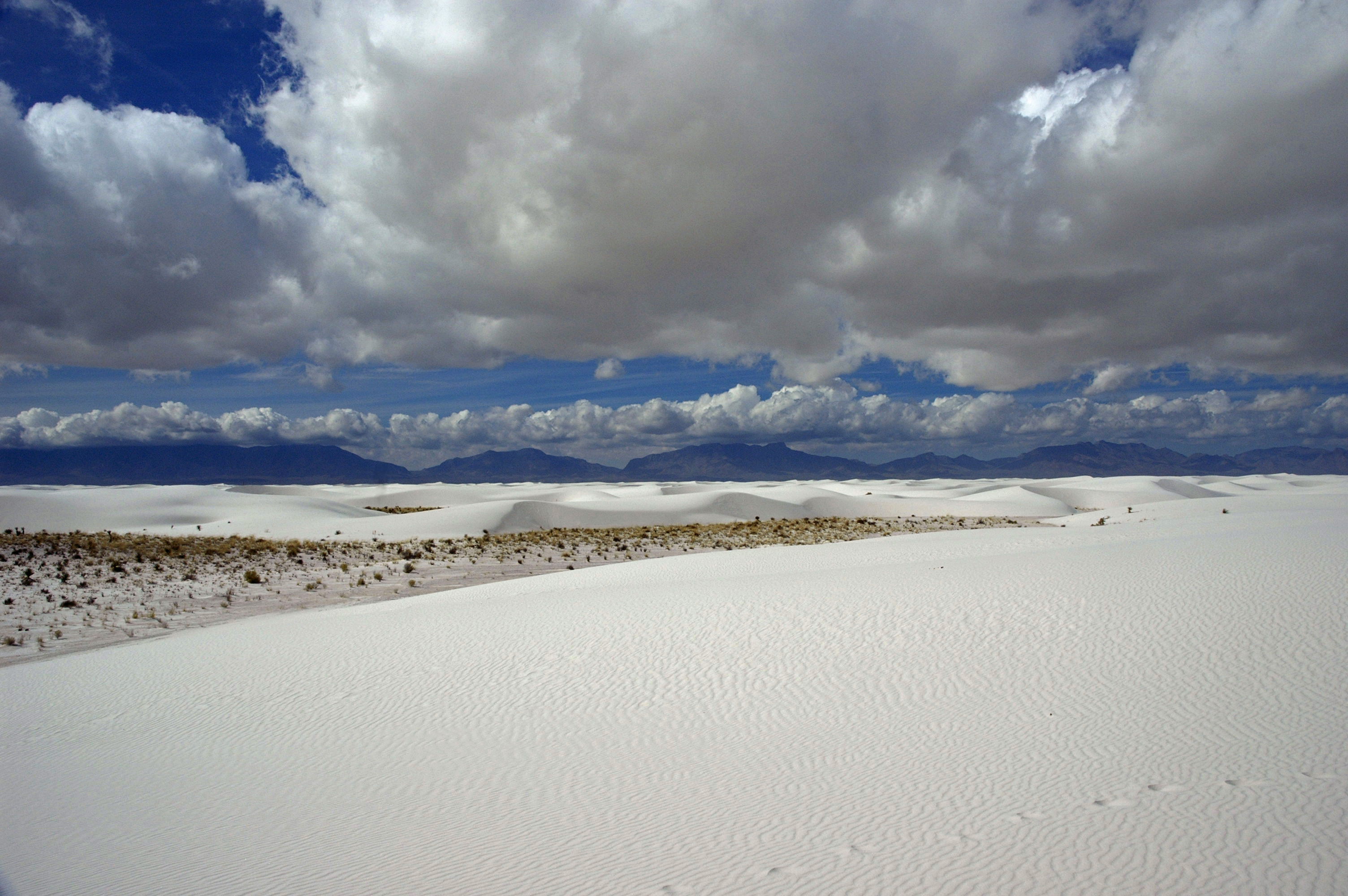
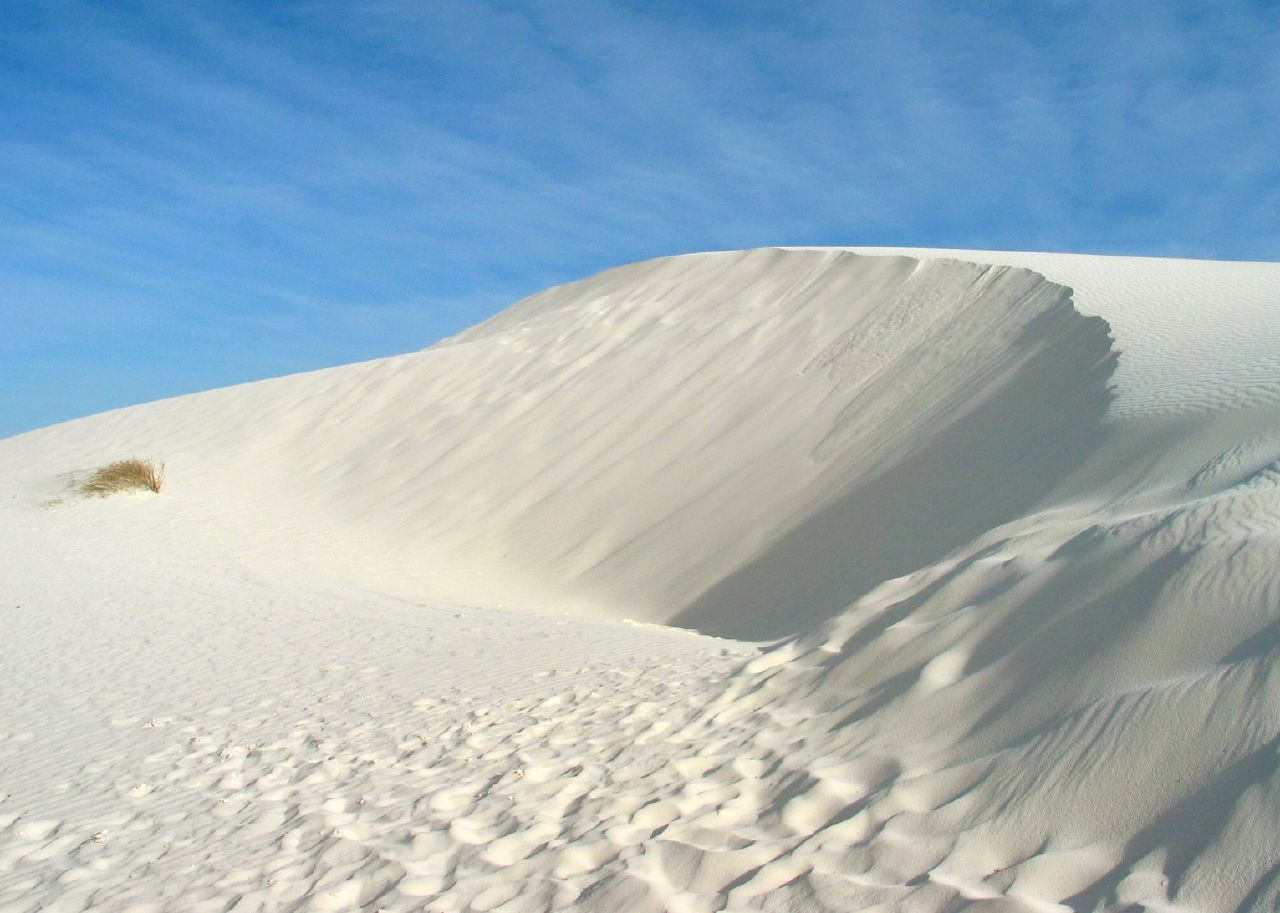
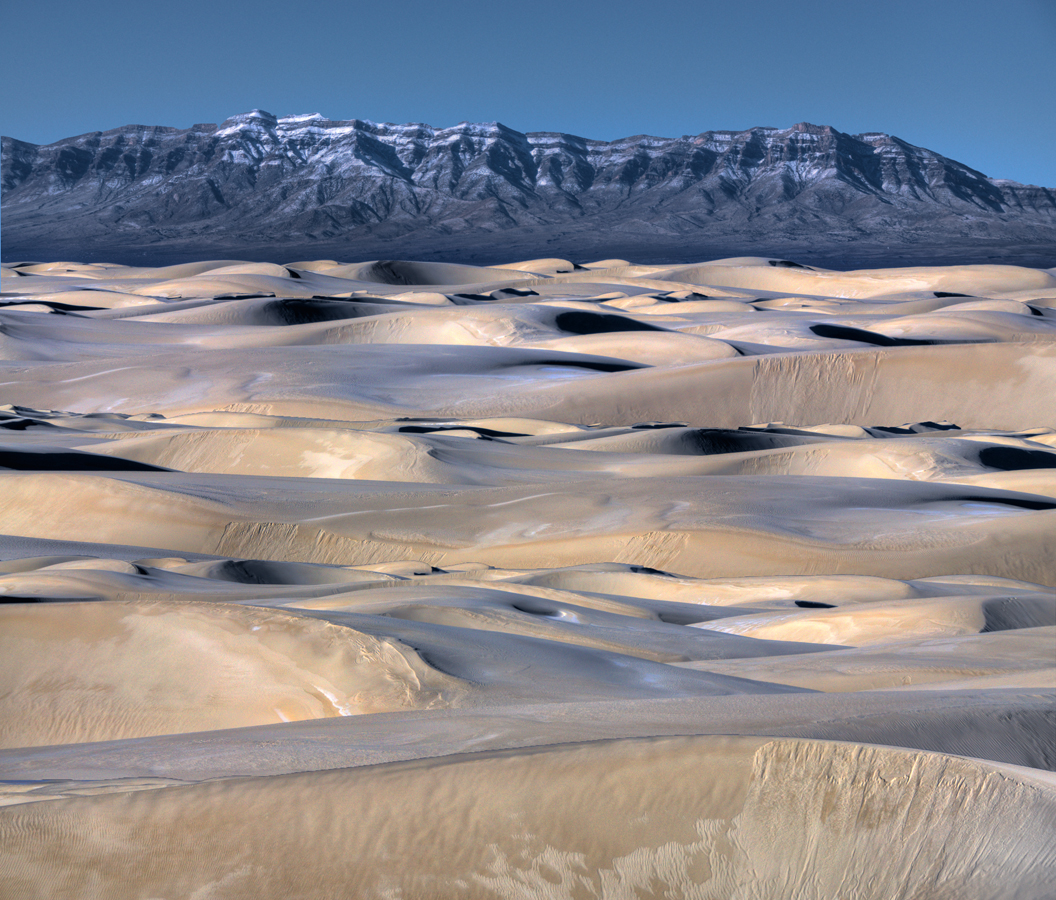
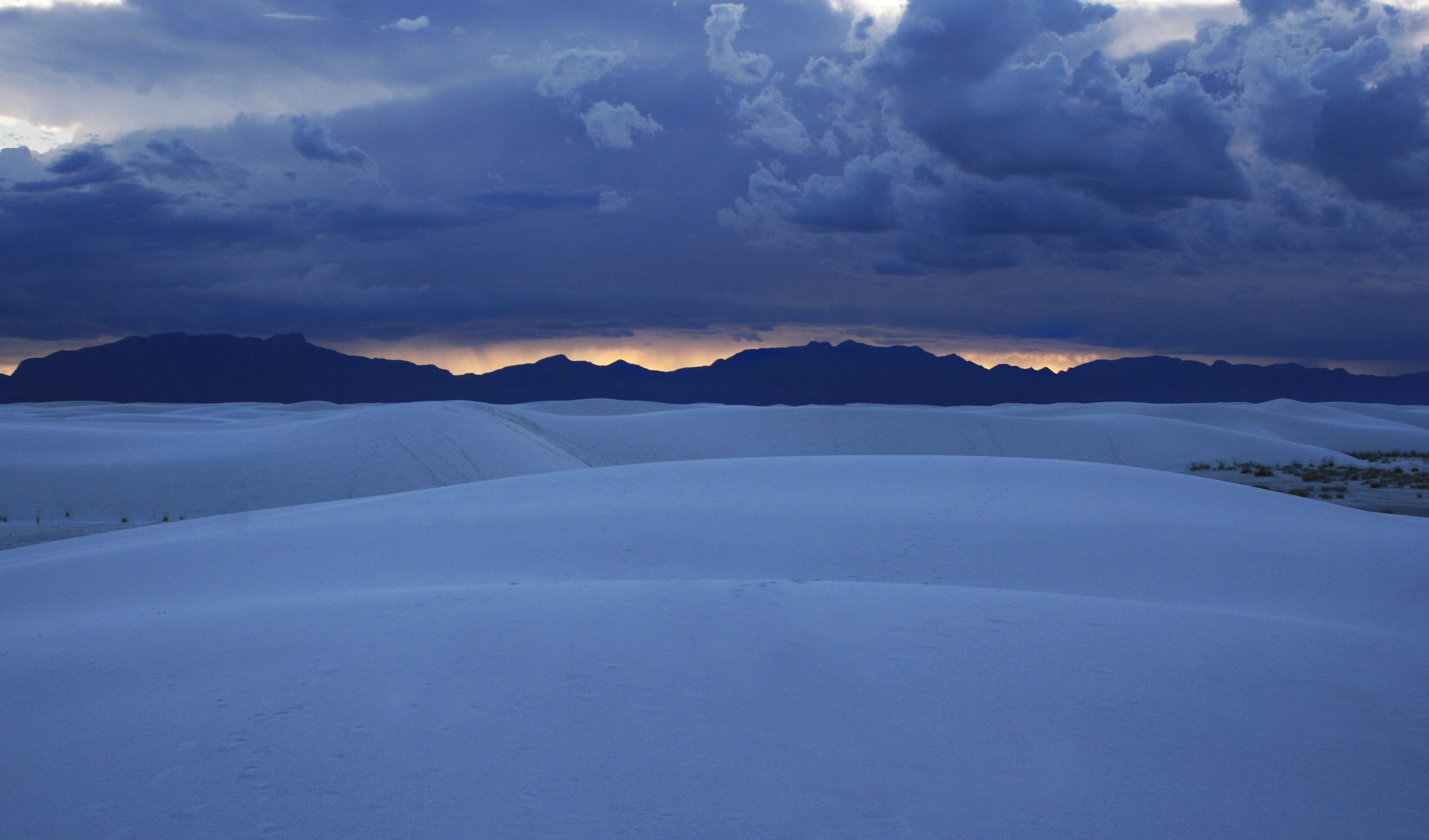
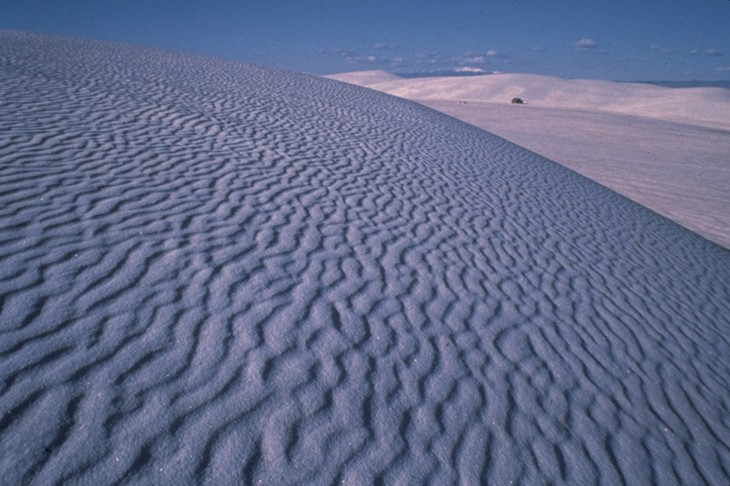
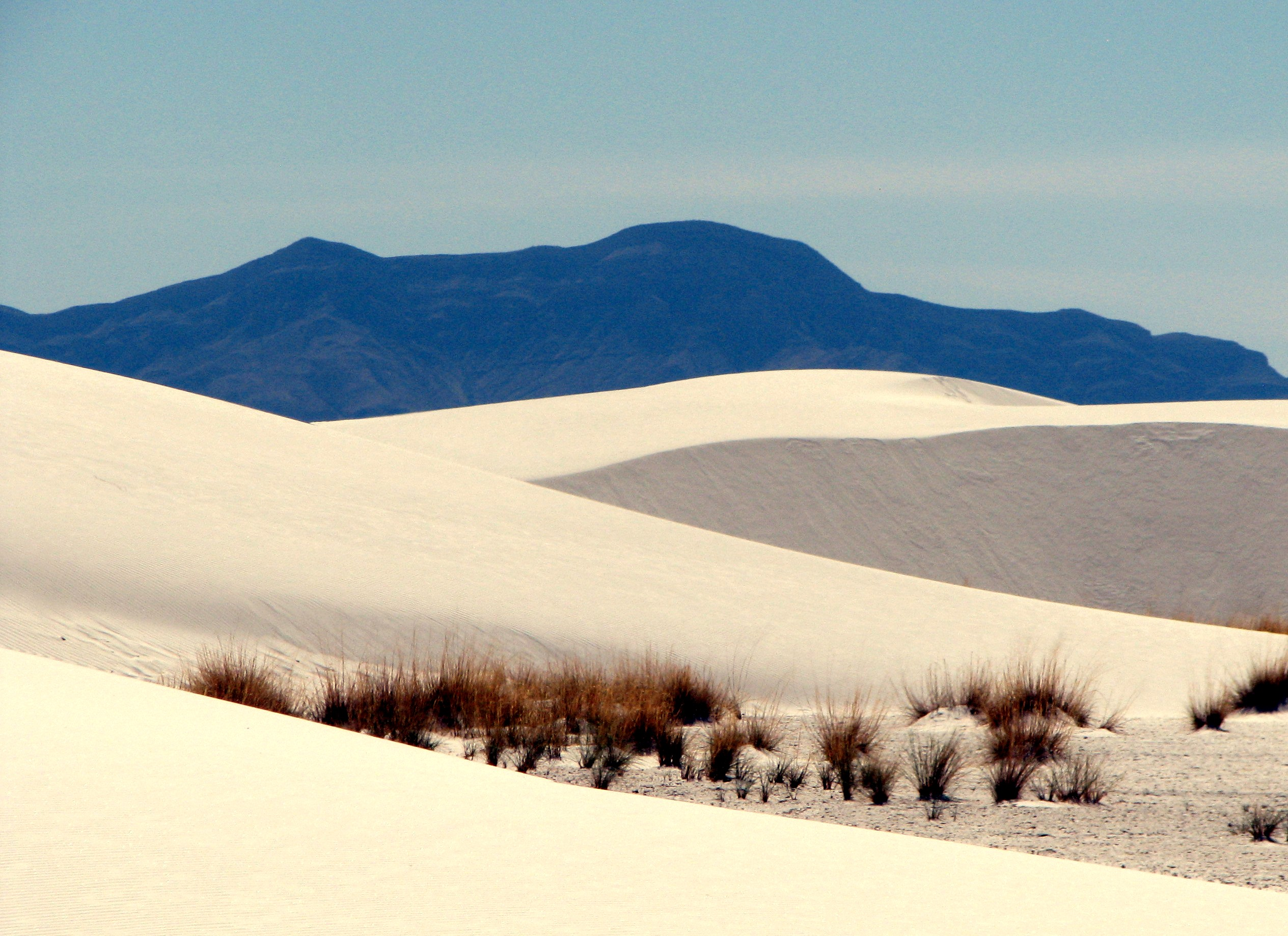

## Paléontologie

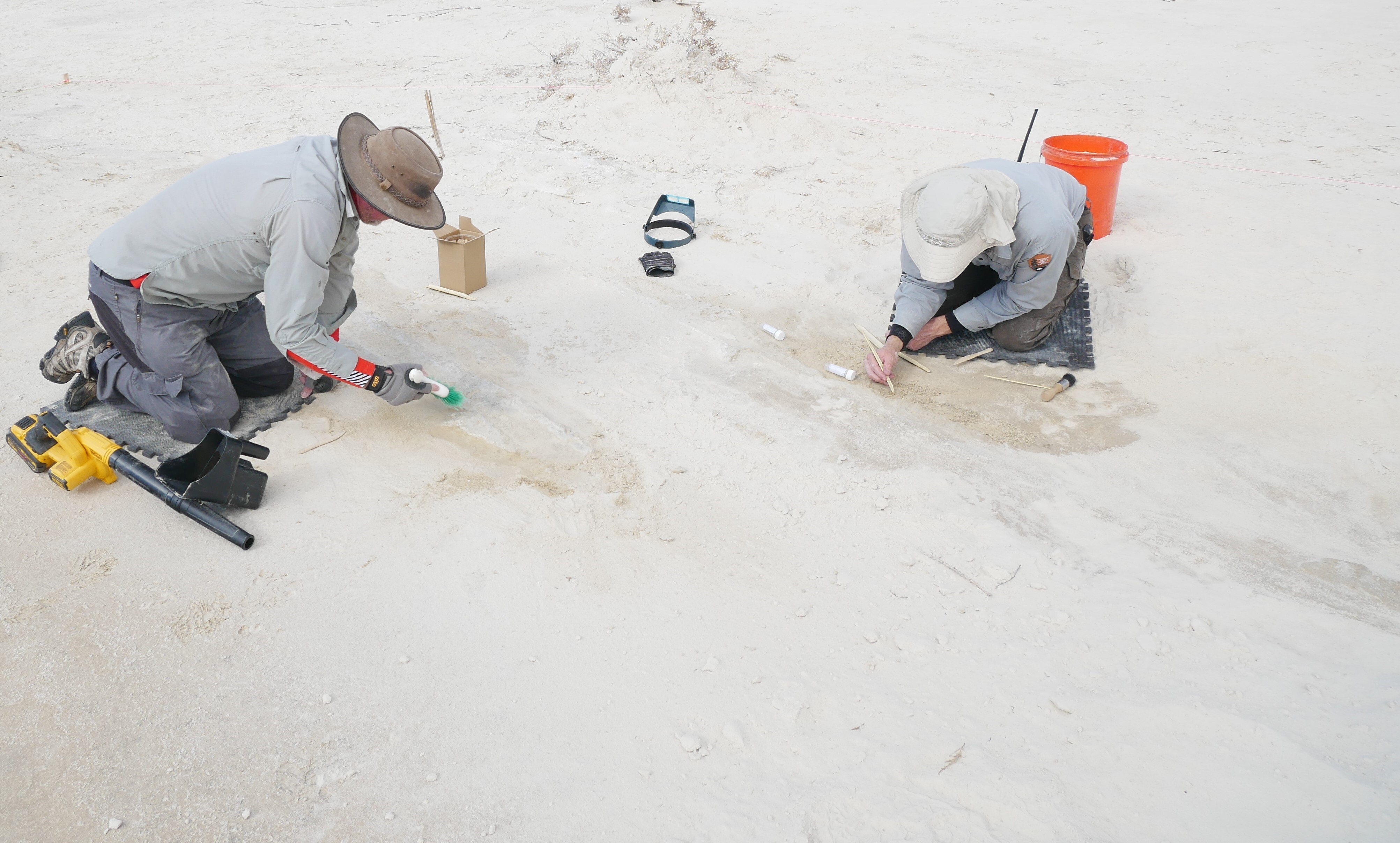
Archéologues travaillant à mettre au jour des traces de pas à White Sands.

Avant la fin du Pléistocène, il y a environ 12 000 ans, les terres du bassin de Tularosa comportent de grands lacs, des ruisseaux et des prairies. Le climat est plus humide et plus frais, produisant ainsi beaucoup plus de pluie et de neige que de nos jours. Le lac Otero est l'un des plus grands lacs du sud-ouest, couvrant ainsi 4 144 km2, qui est en comparaison une zone plus grande que l'État du Rhode Island.
Le bassin regorgeait de vie, y compris avec la présence de grands mammifères de la période glaciaire qui vivaient sur les rives du lac Otero et dans les prairies environnantes. Les mammouths de Colomb, les camelops, les loups sinistres et les lions américains ont tous traversé le bassin de Tularosa où se trouvent actuellement les dunes. Les animaux ont laissé des empreintes fossiles alors qu'ils marchaient sur les rives boueuses du lac Otero, leur poids corporel comprimant l'argile humide et le gypse. Les pistes fragiles sont découvertes par le vent, puis s'érodent rapidement. Malheureusement de nombreuses pistes disparaissant après seulement deux ans.

## Écologie
Plus de 600 espèces d'invertébrés, 300 de plantes, 250 d'oiseaux, 50 de mammifères, 30 de reptiles, 7 d'amphibiens et une de poisson habitent le parc national de White Sands. Au moins 45 espèces sont endémiques et vivent uniquement dans ce parc dont 40 sont des espèces de mites. On y voit des lièvres (jack-rabbit), lapins (cottontail), renards, coyotes, daims, roadrunners, urubus à tête rouge (ou buzzard-dindon - en anglais : turkey-vulture), serpents à sonnette (rattlesnake) et tarentules. On peut aussi retrouver des perognathus flavescens, des neotoma, des holbrookia maculata ou encore des sauterelles cavernicoles.

## Cinéma
Plusieurs westerns ont été tournés ici, on peut notamment citer Le Destin du fugitif (1948), Pendez-les haut et court (1968) avec Clint Eastwood, L'Homme sans frontière (1971), Mon nom est Personne (1973) avec Terence Hill, La Chevauchée sauvage (1975) ou encore Young Guns 2 (1990). Les films White Sands (1992) et Le Livre d'Eli (2009) y ont également été tournés.